# Paul Petitclerc
 (février 2025).
Motif : absence de sources d'envergure nationale
- Archive Wikiwix
- Bing
- Cairn
- DuckDuckGo
- E. Universalis
- Gallica
- Google
- G. Books
- G. News
- G. Scholar
- Persée
- Qwant
- (zh) Baidu
- (ru) Yandex
- (wd) trouver des œuvres sur Wikidata

| 1. | Préciser le motif de la pose du bandeau. | Précisez le motif de la pose du bandeau en utilisant la syntaxe suivante : {{admissibilité à vérifier\|date=mai 2025\|motif=remplacez ce texte par le motif}}                        |
| 2. | Informer les utilisateurs concernés.     | Pensez à avertir le créateur de l'article, par exemple, en insérant le code ci-dessous sur sa page de discussion : {{subst:avertissement admissibilité à vérifier\|Paul Petitclerc}} |

Paul Petitclerc, né le 4 mai 1840 à Vesoul et mort dans la même ville le 17 novembre 1937, est un géologue, paléontologue, ornithologue et zoologue français.
Chevalier de la Légion d'honneur, il a aussi été membre de la Société d'émulation du Jura et président honoraire de la Société géologique de France. Il détenait l'une des plus importantes collections paléontologiques en France entre la fin du XIXe siècle et le début du XXe siècle.

## Biographie
Paul Petitclerc est né en 1840 au no 56 rue du Centre à Vesoul,,. Il est le fils de Charles Augustin Petitclerc (21 janvier 1801 - 30 juillet 1892), notaire de profession et maire de Vesoul de 1866 à 1870,, et de Jeanne Célestine Octavie Thomas (née le 23 juillet 1804), qui se sont mariés le 12 septembre 1827. Son grand-père paternel, Claude Petitclerc, né le 20 novembre 1768 et décédé le 3 août 1843, avait également été maire de Vesoul, de 1829 à 1830, et même décoré de la Légion d’Honneur le 30 août 1830. Petitclerc partagea son enfance avec ses quatre sœurs aînées : Augustine (1828-1902), Jeanne Octavie (1830-1897), Eugénie (1832-1910) et Marie (1836-1904).

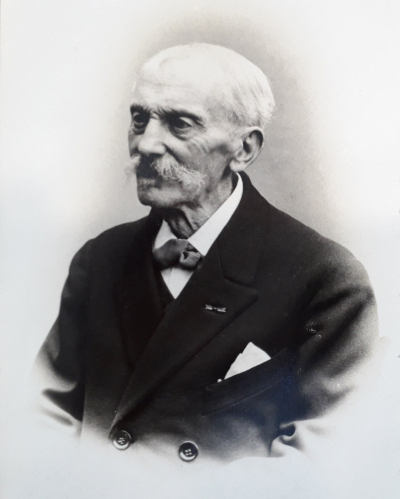
Paul Petitclerc à l'âge de 85 ans, tirage photographique sur papier cartonné, photographie faite en 1925 à Larians

Très jeune, il commence à apprécier les sciences naturelles : dès l'âge de 8 ans, il entretient une collection de fossiles. Il débute sa scolarité au collège de Vesoul.
Géologue réputé, Petitclerc parcourt de nombreux territoires en France dans le but de réaliser des études liées à la géologie et à la zoologie,.
Par décret du 13 octobre 1923, il est nommé chevalier de la Légion d'honneur.
Il a entre autres été membre correspondant entre 1917 et 1937 de la société d'émulation du Jura et président honoraire de la société géologique de France. Il réalisa également la publication des bulletins haut-saônois.
Il possédait une collection ornithologique contenant plus de 200 oiseaux naturalisés. Elle fut donnée à Jean Demandre, qui la légua à sa fille, Bernadette Demandre-Brulin, qui elle-même en fit don à la société d'agriculture, lettres, sciences et arts de la Haute-Saône, le 11 avril 1994. Petitclerc avait également en possession une collection de fossiles qui la donna en 1934 au muséum national d'histoire naturelle de Paris. De plus, Paul Petitclerc fit un don de 200 volumes à la bibliothèque de Vesoul en 1898,.
Il est enterré dans l'ancien cimetière de Vesoul.

## Postérité
Une rue du centre historique de Vesoul porte son nom. Elle est située à l'angle de la rue Gevrey, là où Paul Petitclerc est né. De même, une salle du musée Jean-Léon Gérôme a été nommé en son hommage ; elle se trouve au premier niveau du musée, dans la section Archéologie.
La bibliothèque de Vesoul dédia à Petitclerc, du 19 septembre au 31 octobre 2022, une exposition nommée « Paul Petitclerc : zoologue, ornithologue et géologue… un personnage vésulien à découvrir à travers sa collection ».
Les archives départementales de la Haute-Saône consacrèrent du 11 octobre au 2 décembre 2022 une exposition sur le famille de  Petitclerc intitulée « Les familles Petitclerc-Cousin, témoins de l’histoire vésulienne »,.

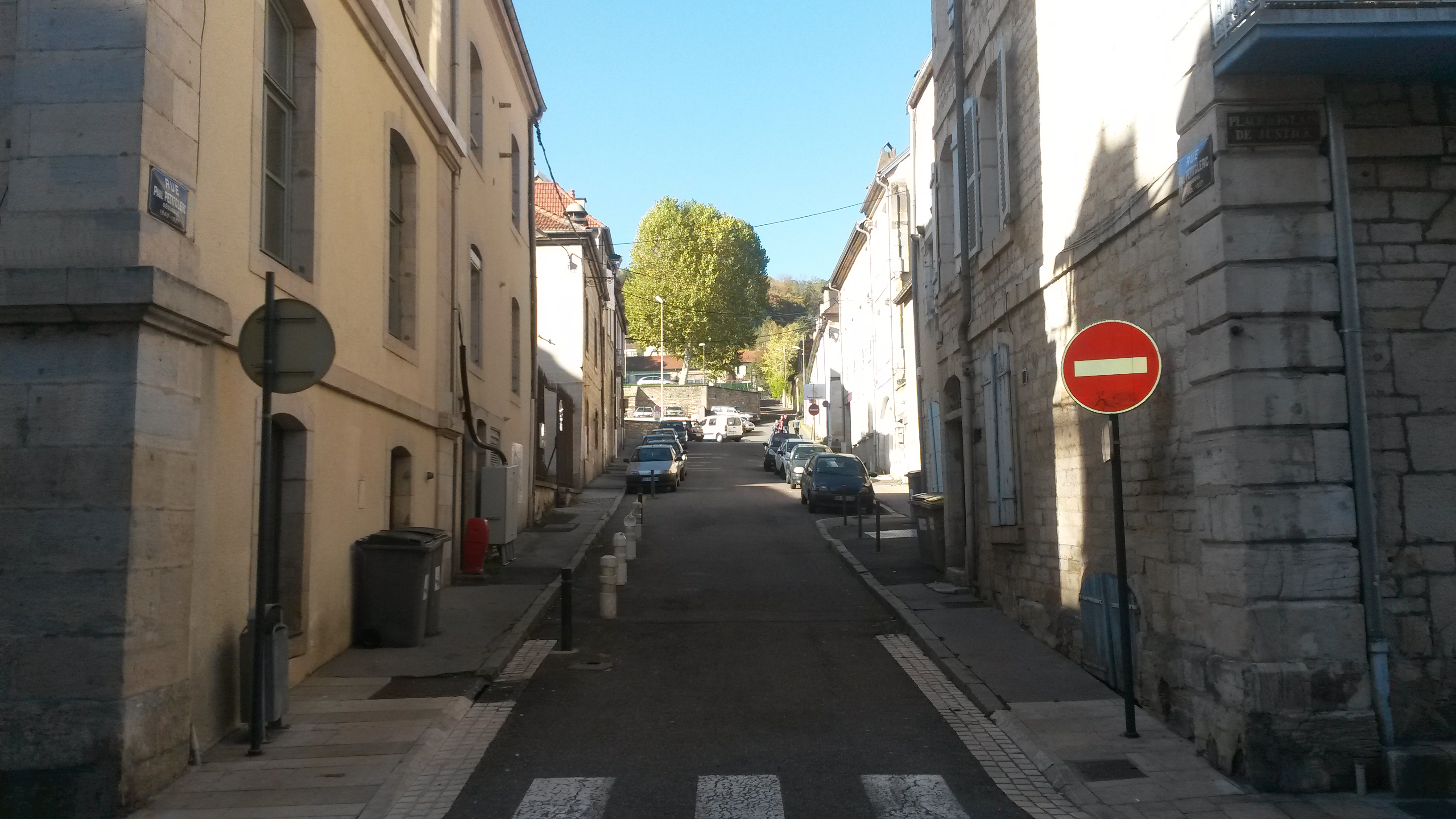
Rue Paul-Petitclerc.
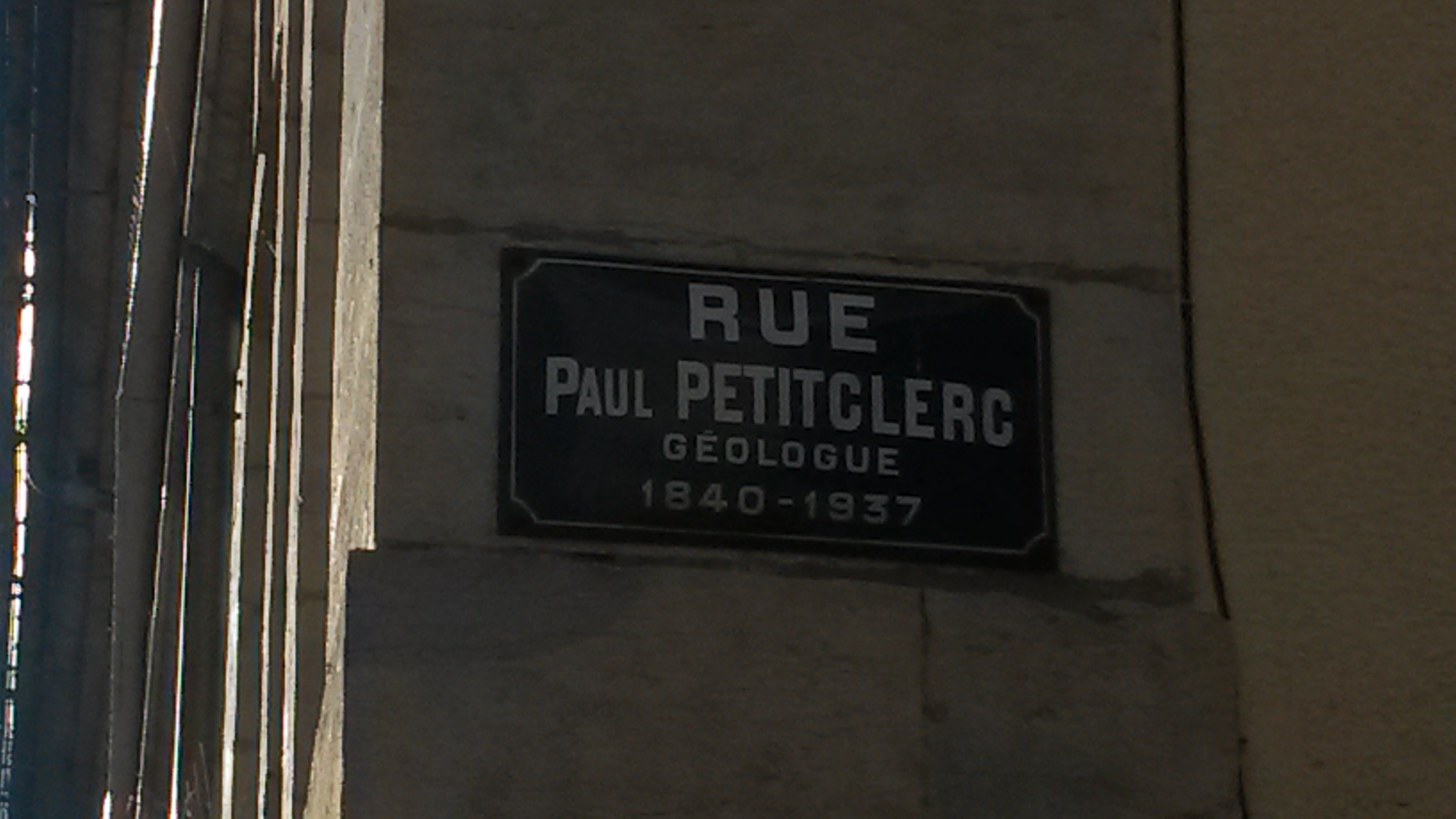
Rue Paul-Petitclerc (plaque de rue).

## Distinctions
- Officier de l'Instruction publique (1910)
- Chevalier de la Légion d'honneur (1923)

## Travaux scientifiques
Il est l'auteur de plus de quarante travaux et publications scientifiques. Par ordre chronologique, la liste de ses travaux :
- Note sur le Calcaire travertin de Mont-le- Vernois. Bull. (1) 1882.
- Note sur la Faunule des calcaires marno-compactes de la grande tranchée de Charmoille, ligne de Paris à Belfort. Bull. 1883.
- Note sur les couches Kelleway-oxfordiennes d'Authoison (Haute-Saône). Bull. 1883. Suchaux, Vesoul, 1884.
- Note sur les calcaires à ptérocères et les calcaires et marnes à ostrea virgula (étage Kimméridgien) de Mont-Saint-Kéger (Haute-Saône) Bull. 1884.
- Note sur l'Oolithe ferrugineuse de Pisseloup (Haute-Saône). Bull. 1884
- Note sur le Gault de Rozet (Doubs). Mem. Société d'émulation du Doubs, 1884, Dodivers, Besançon, 1885.
- Sur une Espèce nouvelle de crustacé du terrain à chailles (étage Oxfordien) de Dampierre-sur-Linotte (Haute-Saône). Bull. 1885.
- La Vigne fossile. Bull. 1885.
- Gisement de Creveney (Haute-Saône) : marnes et calcaires du Lias supérieur. Bull. 1835.
- Couches à ammonites Renggeri de Montaigu, près de Scey-sur-Saône (Haute-Saône). Bull. 1886.
- Terrains crétacés de la rive gauche de l'Ognon : Faune du Néocomien inférieur de Levecey (Doubs). Bull. 1886.
- Archéologie Bull. 1886.
- Le Crosne du Japon. Bull. 1887.
- Note sur le Lias inférieur. Bull. 1887.
- Faune Kimméridgienne de la rive gauche de la Saône, partie comprise entre Chariez et Vellexon (Haute-Saône). Bull. 1888.
- Contribution à l'histoire naturelle de la Haute-Saône. Notes d'ornithologie. Bull. 1888. 1er Supplément. Bull, 1890. 2e Supplément, Bull. 1892. 3e Supplément. Bull. 1901. 4e Supplément. L. Bon, Vesoul, 1912.
- Note sur la Courge baleine. Bull. 1893.
- Conseil pour la culture de la Courge baleine. Bull. 1891.
- Contribution à l'étude du Bajocien dans le nord de la Franche-Comté, en collaboration avec M. le professeur Kilian, de l'Université de Grenoble.
  - 1ère partie. Notice stratigraphique sur le Bajocien inférieur du nord de la Franche-Comté, par W. Kilian et P. Petitclerc
  - 2ème partie. La Faune du Bajocien inférieur dans le nord de la Franche-Comté par P. Petitclerc. Mém. Société d’Emulation de Montbéliard. 1894.
  - 3ème partie. Supplément à la faune du Bajocien inférieur. Vesoul 1901.
- De la pyrocatéchine comme révélateur, 1898.
- Faunule du Vésulien de la côte d'Andelarre (Haute-Saône). Feuille des Jeunes naturalistes. 4èm série, n° 378. Paris 1902.
- Note sur l'Ammonile (Oppelia) Bayléi Coquand de l'Oxfordien inférieur des environs de Besançon. Feuille des Jeunes naturalistes. 4e série, n° 403.
- Le Caillovien de Baume-les-Dames. T. Bon. Vesoul. 1906.
- Essai sur la Faune du Callovien du département des Deux-Sèvres, 1ère et 2ème partie. L. Bon, Vesoul. 1915
- Une serpule rouvelle du jurassique supérieur des environs de Saint-Claude (Jura). Dodivers, Besançon, 1916.
- Note sur des Fossiles nouveaux rares où peu Connits de l'Est de la France. Vesoul s. n. 1916-1917.
- Du niveau de quelques ammonites oxfordiennes à Malbrans (Doubs) 2. Bull. 1907. 60
- Ornementation peu connue chez certaines ammonites jurassiques. Bull. société géologique de France. 4ème série. T. XVIIL 1918.
- Note sur le Pachycerus d'Ornans (Doubs). 1918.
- Note sur le Bathonien supérieur (Bradfordien) de Trésilley (Haute-Saône). Feuille des Jeunes naturalistes. Ve série, Numétos 507 à 510.
- Note sur plusieurs espèces nouvelles d'ammonites rares où peu connues du callovien moyen des environs de Niort. L. Bon, Vesoul 1918.
- Note sur un nouveau Macrocéphalites pour le Rauracien des Deux-Sèvres. M. Bon, Vesoul, 1921.
- Description de quelques nouvelles espèces d'Ammonues calloviennes du Poitou. M. Bon, Vesoul, 1921.
- Sur une Rynchonelle de l'Oxfordien supérieur de la Pologne et du Poitou. M. Bon. Vesoul, 1922.
- Le Callovien de la carrière « Molet», à Doux (Deux-Sèvres). M. Bon. Vesoul, 1924.
- Note sur deux espèces d'ammonites adultes de la zone à Reineckia anceps. Bossard, 43, rue Madame, Paris.
- Sur un groupe de Trigonia aspera de l'Oxfordien de la Haute-Saône. 1924.
- Remarques et observations sur l'habitat, les mœurs, la migralion, etc, de la Bécassine double {Gallinago media-Frisch. 1763. Bossard, rue Madame, Paris, 1925.
- Note sur la présence du Nautilus Julii Baugier dans le Bathonien des environs de Belfort. M. Bon. Vesoul
- Note sur deux espèces d’Ammonites de l'Oxfordien inférieur. S. 1. 1927.
- Note sur ies Crustacés de l'Oxfordien de la Haute-Saône. S. L. 1927. 7
- Mon chien Piram. L Bon, Vesoul, 1990.